# Rautasrivier
De Rautasrivier (Zweeds: Rautasälv, Rautasälven, Rautasätno; Samisch: Rávttaseatnu) is een voor schepen onbevaarbare waterweg binnen de gemeente Kiruna. De rivier die van west naar oost stroomt krijgt zijn water vanaf de toppen van twee bergplateaus ten zuiden van het Torneträsk. Het water vanaf de bergen stroomt eerst via riviertjes zoals de Alesrivier in het Rautasjärvi, dan in een klein afwatermeer Kuolasmeer, vervolgens is de rivier duidelijk zichtbaar en stroomt na de Europese weg 10 bij Rautas gekruist te hebben uiteindelijk in de Torne, een van de grootste afwaterrivieren van dit Lapland. Rondom de rivier ligt het Rautas Natuurpark van 67000 hectare. Totale lengte zo’n 130 km (samen met de Alesrivier).

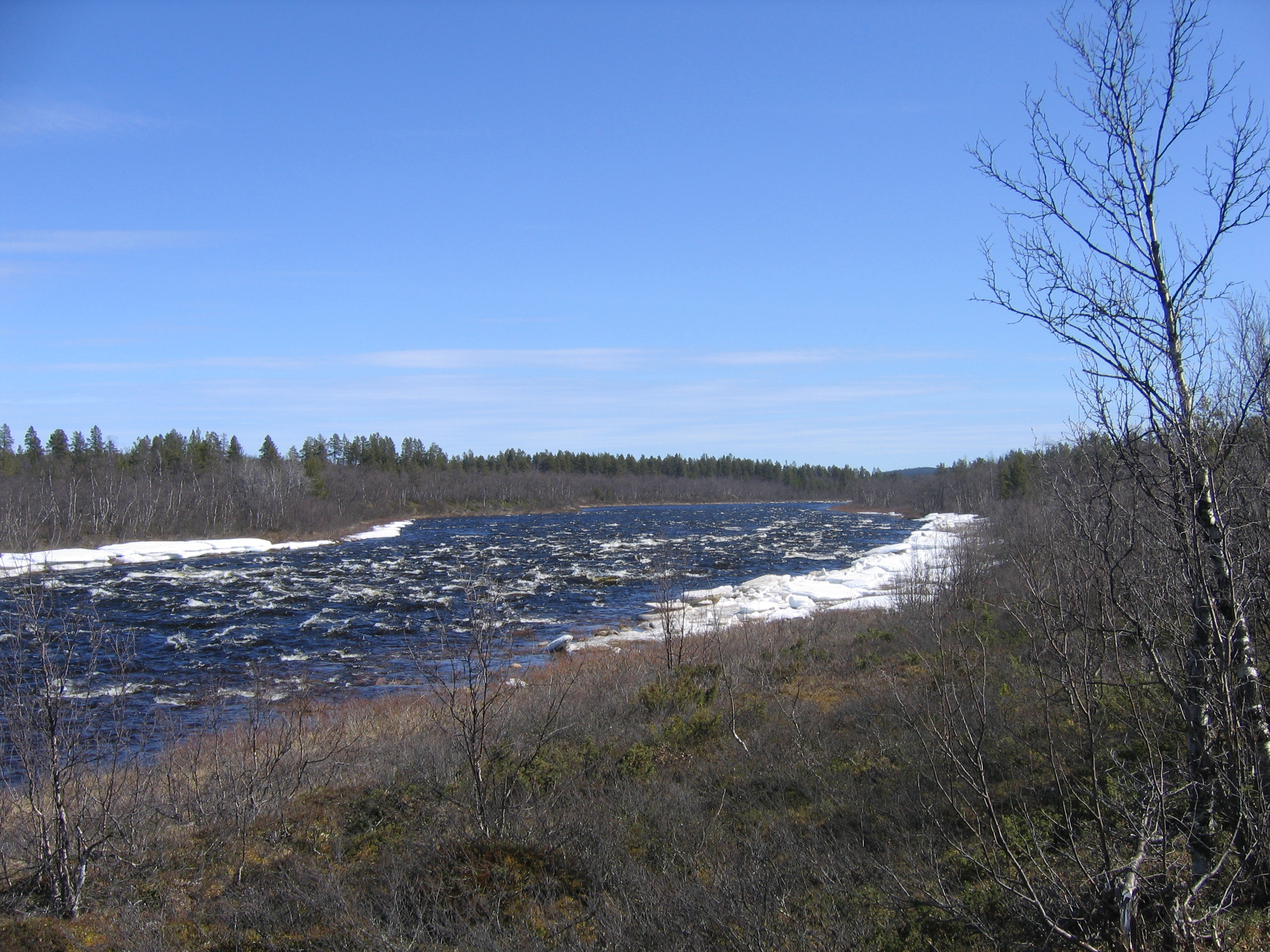
Rautasrivier tussen Käyrävuopio en Hansisaari, Kurravaara.